# Ügyfélkapu
Az Ügyfélkapu a magyar kormányzat elektronikus ügyfélbeléptető és azonosító rendszere, amely biztosítja, hogy a felhasználó a személyazonossága igazolása mellett biztonságosan kapcsolatba léphessen elektronikus ügyintézést és szolgáltatást nyújtó szervekkel. Az Ügyfélkapu 2016. január 1. óta érhető el.
Ügyfélkapuval nem csak magyar állampolgárok rendelkezhetnek. Egy személy több Ügyfélkapu regisztrációt is létrehozhat.
Az Ügyfélkapu segítségével a felhasználó olyan állami szolgáltatásokat érhet el, mint a Tárhely, az EESZT , a Magyarország.hu, és sok már egyéb oldal.

## Ügyfélkapu+ (Ügyfélkapu plusz)
2025. január 15-ig többféle bejelentkezési mód is rendelkezésre állt a felhasználók számára, de ezek egy része megszüntetésre került.
Az Ügyfélkapu+ szolgáltatás tulajdonképpen csak annyiban tér el az egylépcsős ("sima") Ügyfélkapu azonosítástól, hogy a felhasználó a szokásos felhasználó/jelszó páros megadása után még egy ideiglenes jelszót is meg kell, hogy adjon. Ez a jelszó érkezhet egy ún. hitelesítő alkalmazásból (authenticator), vagy email-ben. A felhasználó állíthatja be, hogy melyik megoldást szeretné használni (akár mindkettőt is beállíthatja).

### DÁP - Digitális Állampolgár
Az Ügyfélkapus azonosítás nem tévesztendő össze a DÁP (Digitális Állampolgár) alkalmazás által nyújtott azonosítással, mely az Ügyfélkaputól függetlenül, azzal párhuzamosan érhető el, 2024. szeptember 1. óta.